# 국립대한민국임시정부기념관
국립대한민국임시정부기념관은 대한민국 임시정부를 기념하기 위하여 2022년 3월 1일에 대한민국 서울특별시 서대문구 현저동에 건립된 국립 기념관이다. 맞은 편에 서대문독립공원이 자리잡고 있다.

## 설립
2017년 7월 건립이 결정되었으며, 임시정부 수립 100주년을 기념하여 2022년 3월 1일 개관하였다. 김대중 정부에서 국가정보원장을 지낸 이종찬이 건립위원회 위원장을 맡아 기념관 건립을 추진하였다. 서대문형무소가 내려다보이는 옛 서대문구의회 터에 세워졌으며, 개관 기념식을 겸하여 2022년 3·1절 기념식이 이곳에서 개최되었다.

## 역대 관장
| 순번 | 이름   | 재임기간               | 경력                       | 비고  |
| ---- | ------ | ---------------------- | -------------------------- | ----- |
| 초대 | 김희곤 | 2022년 4월 11일 ~ 현직 | 안동대학교 사학과 명예교수 | [ 4 ] |

## 같이 보기
- 대한민국 임시정부
- 서대문독립공원
- 국가보훈부